# Igreja da Santíssima Trindade dos Montes
Santissima Trinità dei Monti ou Igreja da Santíssima Trindade dos Montes (em francês:  La Trinité-des-Monts), frequentemente chamada apenas de Trinità dei Monti, é uma igreja titular maneirista de Roma, Itália. Ela é conhecida principalmente por sua localização, logo acima das Escadarias da Praça da Espanha, que levam da igreja, no alto, até a Piazza di Spagna. A igreja e os arredores (incluindo a Villa Medici) estão sob os cuidados da França.
O cardeal-presbítero protetor do título da Santíssima Trindade no Monte Pincio é Philippe Barbarin, arcebispo de Lyon.

## História
Em 1494, São Francisco de Paula, um eremita da Calábria, comprou um vinhedo do acadêmico papal e antigo patriarca de Aquileia, Ermolao Barbaro, e depois conseguiu autorização do papa Alexandre VI para fundar um mosteiro para os frades mínimos. Em 1502, Luís XII da França começou a construção da igreja perto do mosteiro para celebrar sua vitoriosa invasão ao Reino de Nápoles. A obra começou em estilo francês, com arcos quebrados típicos do gótico, mas as obras logo se atrasaram.
A atual igreja, em estilo maneirista italiano, foi finalmente construída no local e consagrada em 1585 pelo papa Sisto V, um grande urbanista cuja Via Sistina ligava a Piazza della Trinità dei Monti (em frente à igreja) à Piazza Barberini, atravessando a cidade. Não se sabe com certeza quem foi o arquiteto da fachada, mas Wolfgang Lotz sugere que ela pode ter sido baseada num projeto de Giacomo della Porta (um seguidor de Michelângelo), que já havia construído a igreja de Sant'Atanasio dei Greci, bastante similar, uns anos antes. A escadaria dupla em frente da igreja é obra de Domenico Fontana.
Em frente da igreja, na Piazza della Trinità dei Monti,  está o Obelisco Salustiano, um dos muitos obeliscos em Roma, levado para o local em 1789. Trata-se de um obelisco romano imitando um egípcio, originalmente construído nos primeiros anos do Império Romano para os Jardins de Salústio, perto da Porta Salária. A inscrição hieroglífica foi copiada do obelisco na Piazza del Popolo, conhecido como Obelisco Flamínio.
Durante a ocupação napoleônica de Roma, a igreja, como muitas outras, foi saqueada de suas obras de arte e decorações. Em 1816, depois da restauração Bourbon, a igreja foi restaurada à custas de Luís XVIII.

## Interior
Na primeira capela à direita está um "Batismo de Cristo" e outras cenas da vida de São João Batista, todas do artista maneirista florentino Giambattista Naldini. Na terceira capela à direita está uma "Assunção da Virgem", de Daniele da Volterra, outro pupilo de Michelângelo (diz-se que a última figura à direita é um retrato do mestre). Na quarta capela, a "Capela Orsini", estão cenas da "Paixão de Cristo", por Paris Nogari, e o monumento funerário do cardeal Rodolfo Pio da Carpi, de Leonardo Sormani. Na capela perto do altar-mor está uma tela da "Crucificação de Jesus" de Cesare Nebbia.
Na "Capela Pucci", à esquerda, estão afrescos (1537) de Perino del Vaga terminados por Federico e Taddeo Zuccari em 1589. Na segunda capela à esquerda está uma famosa tela da "Deposição da Cruz" em grisaille de Daniele da Volterra, uma imitação em trompe l'oeil de uma escultura; ladeando-a estão afrescos de Paolo Céspedes e Cesare Arbasia. A primeira capela à esquerda abriga afrescos de Nebbia. Na ante-sala da sacristia estão mais afrescos de Taddeo Zuccari: uma "Coroação da Virgem", uma "Anunciação" e uma "Visitação".
Os afrescos no interior da cúpula são de Perino del Vaga.
Num nicho do corredor que leva ao claustro está um afresco, considerado milagroso pelos fieis, da Mater Admirabilis, uma das representações da Virgem Maria, pintado por uma jovem francesa em 1844.

## Convento
O teto do refeitório foi decorado com um afresco de Andrea Pozzo. Ao longo do corredor estão afrescos anamórficos (imagens em Perspectivas bastante inclinada que precisam ser vistas de um ponto em particular para que façam sentido) de "São João de Patmos" e "São Francisco de Paula como Eremita", todas de Emmanuel Maignan (1637). Uma sala superior foi pintada com ruínas por Charles-Louis Clérisseau.

## Afiliação
Os reis da França permaneceram como patronos da igreja até a Revolução Francesa e ela continuou aos cuidados dos frades mínimos até sua destruição parcial em 1798. Além disso, Trinità é uma igreja titular desde que o titulus Santissimae Trinitatis in Monte Pincio foi criado pelo papa Sisto V em 1587, um título tradicionalmente ocupado por um cardeal francês. 
Através das Convenções Diplomáticas de 14 de maio e 8 de setembro de 1828 entre a Santa Sé e o governo francês, a igreja e o mosteiro anexo foram deixados aos cuidados das Religieuses du Sacré-Coeur de Jésus (Sociedade do Sagrado Coração de Jesus), uma ordem religiosa francesa cujo objetivo é educar jovens garotas.
Em 2003, o governo francês propôs financiar as obras de restauração da igreja, mas havia preocupações de que a Sociedade pudesse ter dificuldades em continuar seu trabalho no local no futuro e, em março de 2003, a própria Sociedade decidiu que se retiraria da igreja até o verão de 2006. Em 12 de julho de 2005, o Vaticano e a embaixada francesa na Santa Sé anunciaram que a igreja, o convento e a escola seriam passadas, a partir de 1 de setembro de 2006, para as Fraternidades Monásticas de Jerusalém.

## Galeria

Imagens da igreja
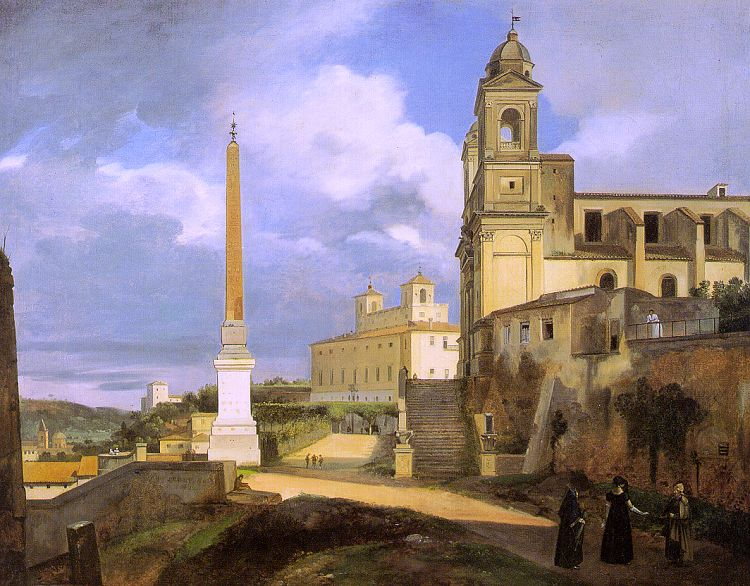
"Trinità dei Monti e a Vila Médici", por François Marius Granet.
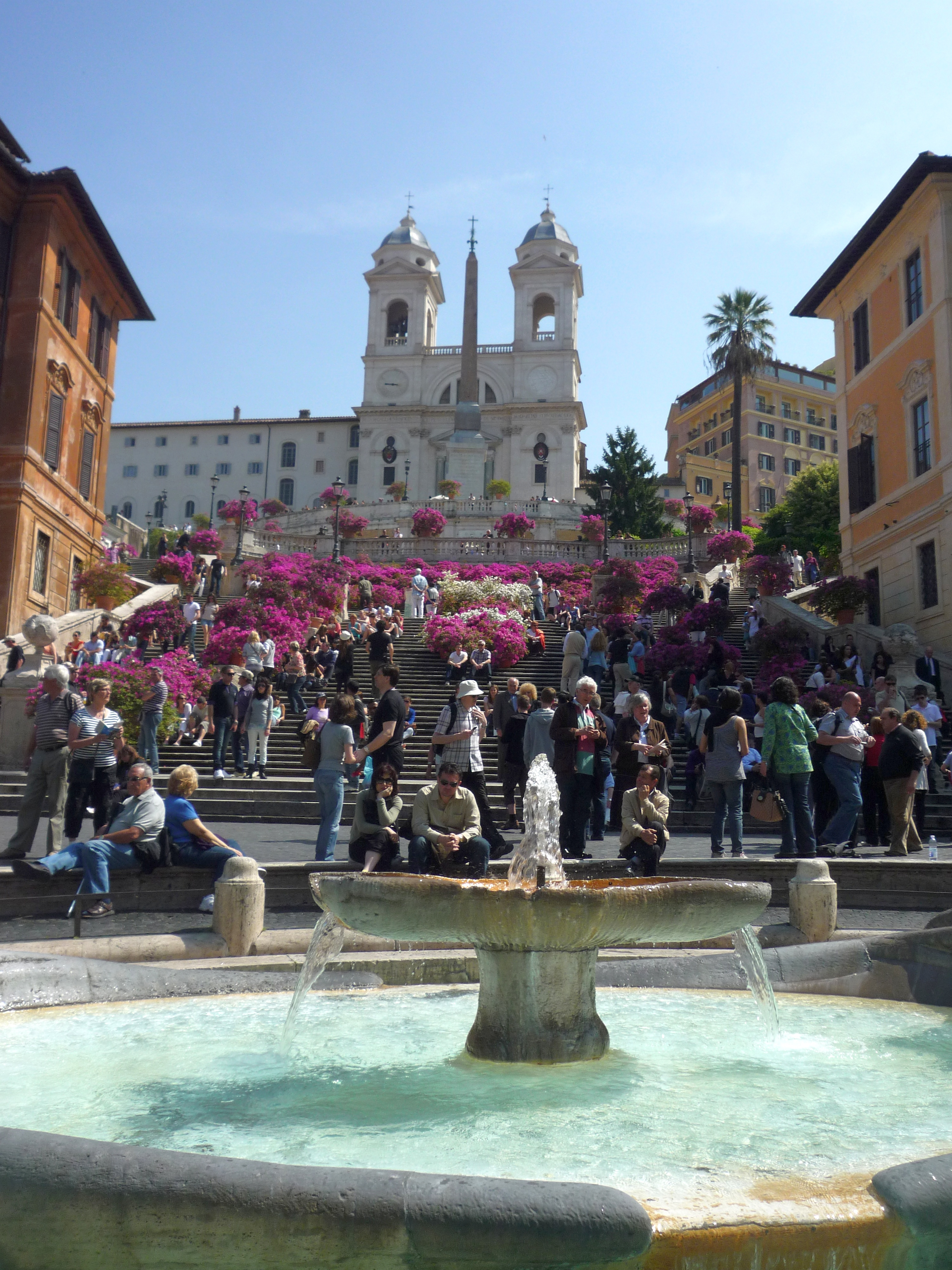
A igreja e as Escadarias da Praça de Espanha decoradas com flores vistas da Piazza di Spagna.
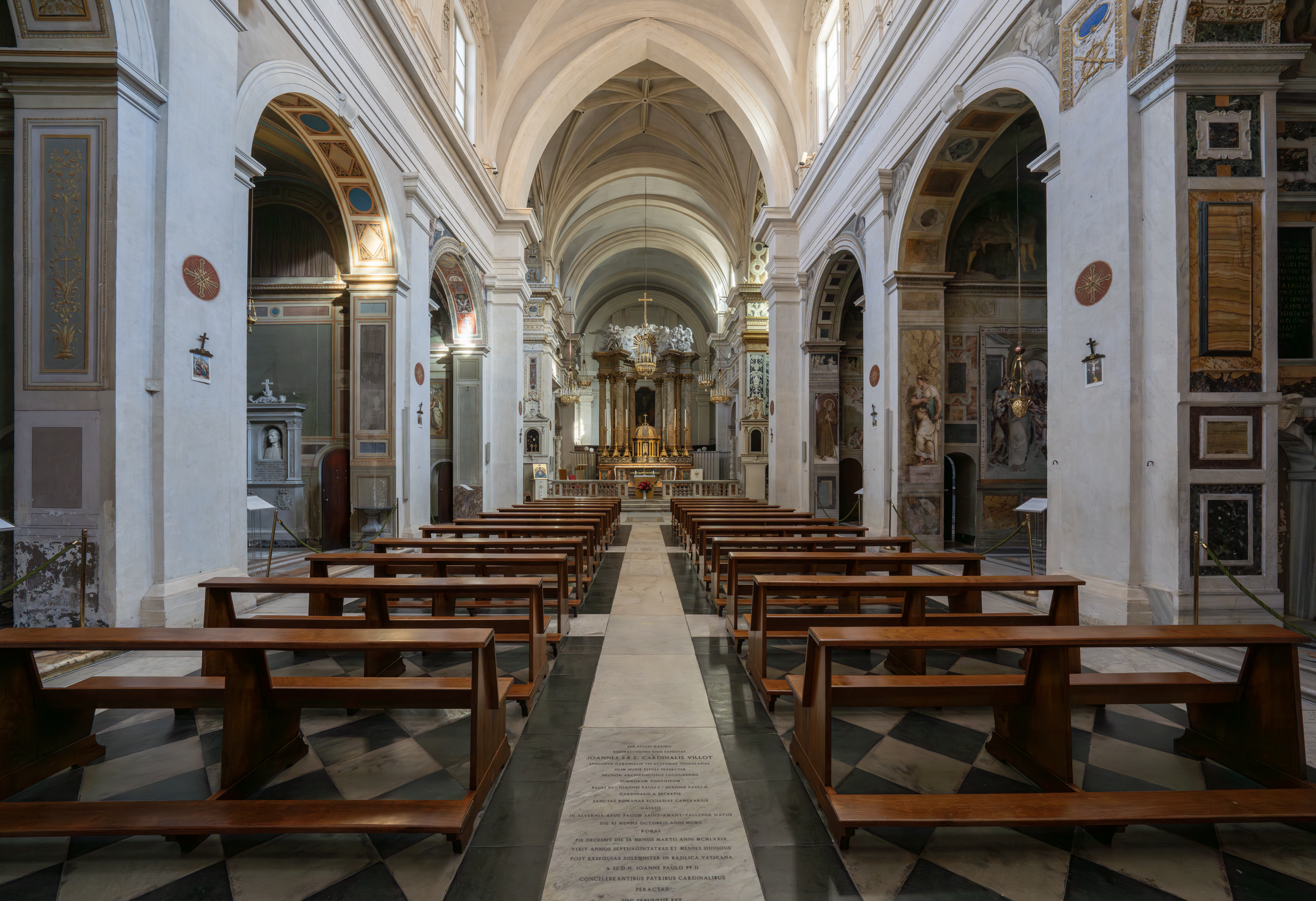
Vista do interior.
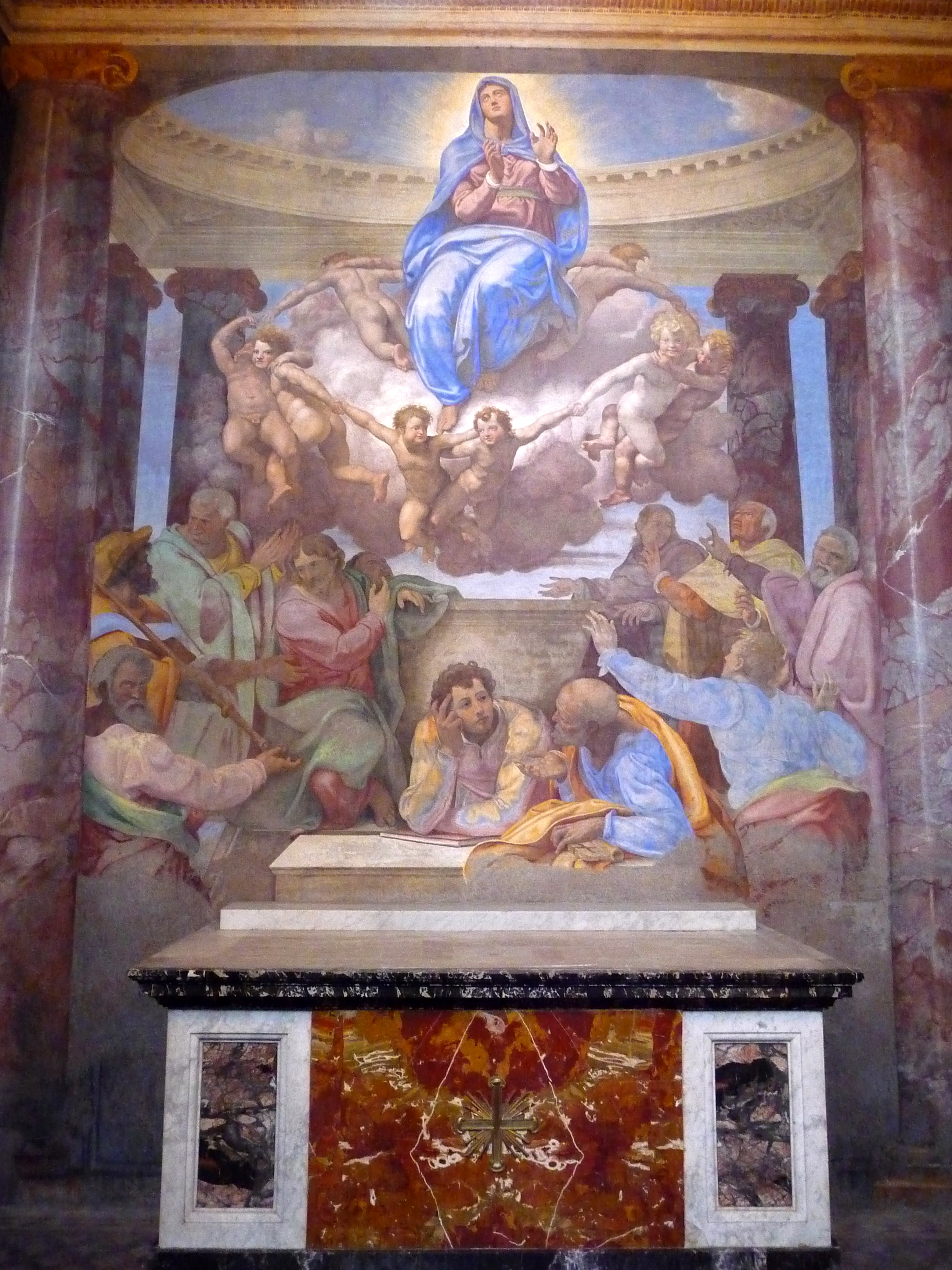
"Assunção da Virgem", de Daniele da Volterra.
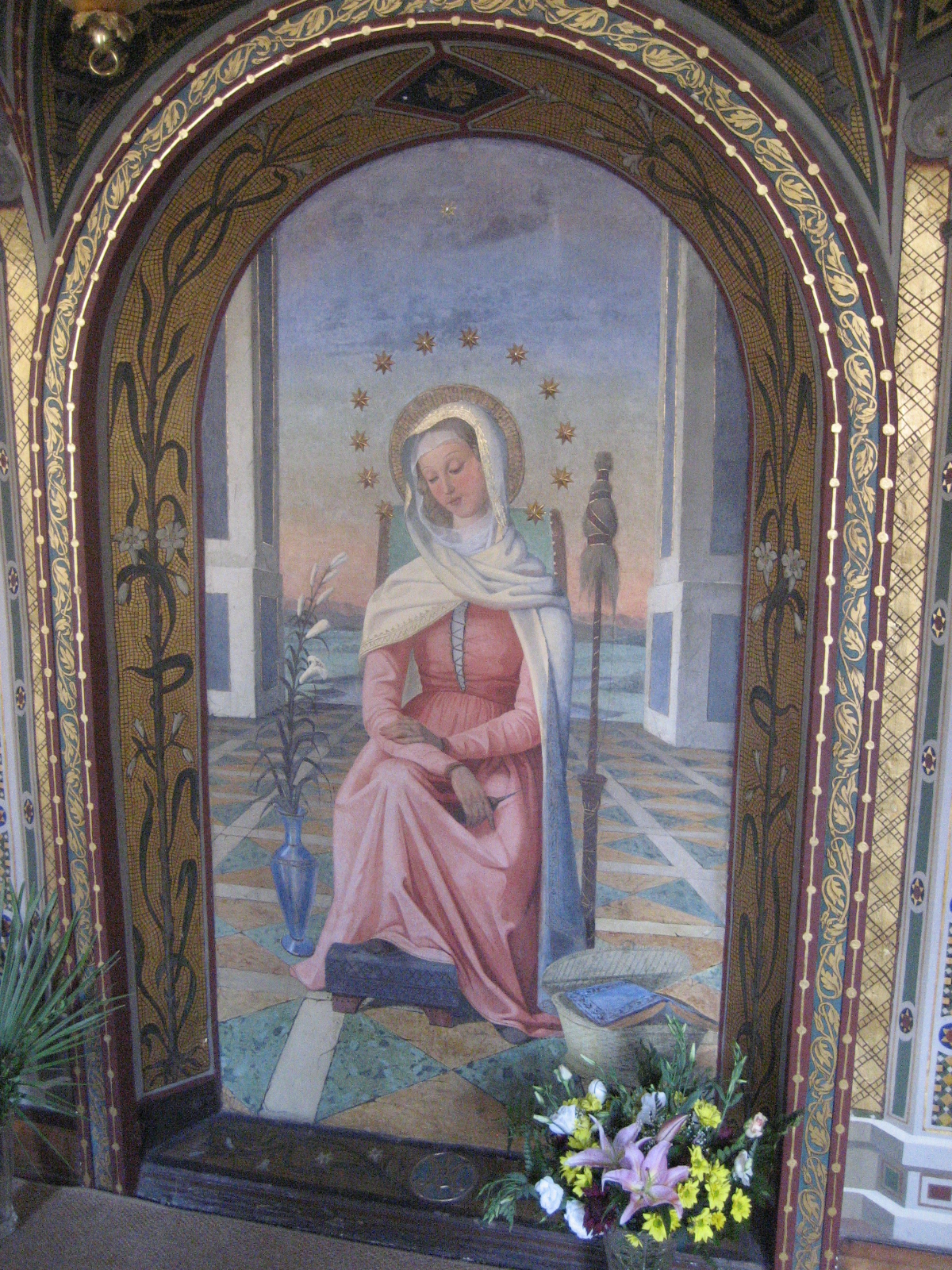
Mater Admirabilis